# Why Don't You Love Me
"Why Don't You Love Me" é uma canção da cantora Beyoncé de seu terceiro álbum de estúdio, I Am... Sasha Fierce (2008). Originalmente lançada como faixa bônus na edição de luxo do álbum, a canção foi lançada como em um EP digital intitulado I Am... Sasha Fierce - The Bonus Tracks. A canção foi composta por Beyoncé Knowles, phabricio Augusto, Angela Beyince, Solange Knowles e Bama Boyz, ela faz uso de um estilo retrô e tem um ritmo de dança. Na canção, Beyoncé questiona seu amor sobre o motivo pelo qual ele não valoriza seus atributos. A canção conseguiu o pico no número no gráfico americano Hot Dance Club Songs em fevereiro de 2010, mais de um ano depois do lançamento original do álbum.
A inspiração para escrever a música veio a partir do momento onde Bama Boyz passou em Londres no término da turnê de Beyoncé The Beyoncé Experience. "Why Don't You Love Me" é uma faixa de R&B - dance/pop de estilo retrô. O videoclipe da canção foi inspirado nos anos de 1950 e foi dirigido por Melina Matsoukas e Beyoncé com seu pseudônimo, "Bee-Z", onde a cantora encarna a personagem "B.B. Homemaker". Beyoncé prestou homenagem a Bettie Page no vídeo, assim como ela fez nos vídeos da música "Telephone" e "Video Phone", onde ela colaborou com Lady Gaga. Universalmente os críticos elogiaram o vídeo por seus estilos e figurinos retrôs, e descreveu as habilidades de atuação de Beyoncé como quente, adorável, charmoso e engraçado.
Em 27 de agosto de 2010, a canção foi lançada como single no Reino Unido, onde dois remixes da canção foram disponibilizados. Eventualmente a canção alcançou o número 51 no UK Singles Chart e no número catorze em sua parada UK R&B Chart em setembro de 2010. A música também entrou nas paradas da Austrália, onde alcançou o número 73, Bélgica onde alcançou a décima posição e chegou a número 44 no Slovak Airplay Chart. Nos Estados Unidos, foi a décima-nona canção mais executada em 2010.

## Composição
"Why Don't You Love Me" é diferente das canções dance-pop de Beyoncé porque faz uso de um estilo retrô. Na canção, Beyoncé questiona seu amor sobre o motivo pelo qual ele não valoriza seus atributos, mostra as letras: "Por quê você não me ama... quando eu me tornar assim muito fácil de amar.. eu tenho beleza.. Eu tenho classe.. eu tenho estilo e eu tenho bunda.." Escrita por Beyoncé Knowles, Solange Knowles, Angie Beyince e produzido, e co-escrito por The Boyz Bama, "Why Don't You Love Me" é uma faixa upbeat que também deriva do gênero R&B contemporâneo.Também trata-se de energéticas batidas tribais, um loop de bateria, guitarras funk e um pouco de bassline, projetado para torná-lo um groovy, assim como uma música dançante.

## Recepção

### Avaliação da crítica
"Why Don't You Love Me" foi geralmente bem recebida pelos críticos de música. All Noise deu a música um comentário positivo, elogiando as letras, bem como o feminismo da canção. Também foi afirmado que a canção é adequada para "manter as pistas de dança interessentes" e que é "inventiva e corajosa" e canções como essa sempre iria manter Beyoncé no topo no mundo da música pop. O site "Shout irrealidade" elogiou aa batidas e influências do funk mostrados na canção, e chamou-lhe interessante, porque ele ataca o conceito de ser ignorado por um amante" mas de um ângulo diferente, ao invés de reclamar miseravelmente e cantar junto a um piano numa música de balada."

### Desempenho comercial
"Why Don't You Love Me" conseguiu o topo da Billboard Hot Dance Club Play em 13 de fevereiro de 2010. Tornando-se a décima segunda canção número um de Beyoncé e foi a quinta canção do álbum I Am... Sasha Fierce a chegar ao topo da parada de forma consecutiva Em 11 de junho de 2010, a canção estreou no número 73 no Australian Singles Chart. Em 14 de agosto de 2010, a canção estreou no número 142 na parada de singles do Reino Unido, e subiu do número 71 para o número 40 no UK R&B Chart. Após o lançamento dos remixes, a canção alcançou o número 71 na parada UK Singles Chart, tornando-se o nono single consecutivo do álbum I Am... Sasha Fierce dentro do top 75. Ele também o pico no número 25 em seu gráfico UK R&B Chart em 11 de setembro de 2010. Na semana seguinte, em 18 de setembro de 2010, "Why Don't You Love Me" subiu vinte posições no Reino Unido para o número 51 e subiu para o número quatorze no UK R&B Chart'. A canção chegou a número dez na parada da Bélgica.

## Videoclipe
No dia 1 de Maio de 2010, um clipe de 40 segundos de Beyoncé como B.B. Homemaker tentando consertar um carro quebrado, foi lançado no Vimeo. No final do clipe de 40 segundos, ela segura uma placa que esta escrito "Why Don't You Love Me?". O videoclipe foi dirigido por Bee-Z (nome utilizado por Beyoncé). O clipe completo estreou no dia 4 de Maio de 2010, com duração de cinco minutos.

## Faixas e formatos
| Single digital da Alemanha |                                                   |         |  |
| N.º                        | Título                                            | Duração |  |
| 1.                         | "Why Don't You Love Me"                           | 3:37    |  |
| 2.                         | "Why Don't You Love Me" (Jump Smokers Club Remix) | 3:57    |  |

| Extended play (EP) digital da Alemanha |                                                   |         |  |
| N.º                                    | Título                                            | Duração |  |
| 1.                                     | "Why Don't You Love Me"                           | 3:37    |  |
| 2.                                     | "Why Don't You Love Me" (Jump Smokers Club Remix) | 3:57    |  |
| 3.                                     | "Why Don't You Love Me" (videoclipe)              | 4:50    |  |

| Extended play (EP) digital de remixes no Reino Unido |                                                        |         |  |
| N.º                                                  | Título                                                 | Duração |  |
| 1.                                                   | "Why Don't You Love Me" (MK Ultras Remix - Radio Edit) | 3:34    |  |
| 2.                                                   | "Why Don't You Love Me" (Starsmith Remix - Radio Edit) | 3:33    |  |